# 伊莎贝尔·罗德里格斯·加西亚
伊莎贝尔·罗德里格斯·加西亚（Isabel Rodríguez García，1981年—），西班牙工人社会党政治人物。
曾在2008年至2011年，任卡斯蒂利亚-拉曼恰政府发言人。
2007年到2008年为卡斯蒂利亚-拉曼恰军政府青年总干事。
当任雷阿尔城省参议员（2004-2007）。
她曾是参议院（2003-2007年）和众议院议员（2011-2019年）。
2019年時担任普埃尔托利亚诺市长。
2021年7月12日起当任西班牙政府發言人和西班牙国土政策部大臣。
。